# Bridgeport (Texas)
Bridgeport è un comune degli Stati Uniti d'America, situato in Texas, nella contea di Wise.